# Епархия Киче

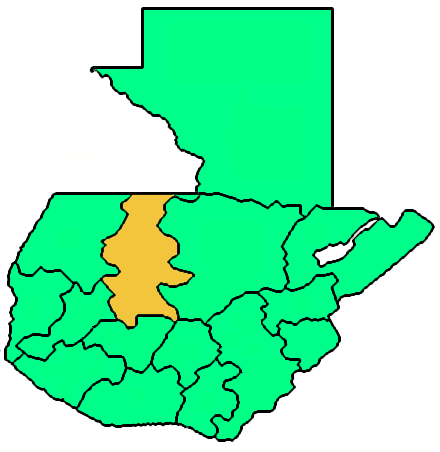
Карта епархии Киче

Епархия Киче (лат. Dioecesis Quicensis) — епархия Римско-Католической церкви с центром в городе Санта-Крус-дель-Киче, Гватемала. Епархия Киче распространяет свою юрисдикцию на департамент Киче. Кафедральным собором епархии Киче является церковь Святого Креста.

## История
27 апреля 1967 года Римский папа Павел VI издал буллу Qui Christi, которой учредил епархию Санта-Крус-дель-Киче, выделив её из епархии Сололы (сегодня — Епархия Сололы-Чимальтенанго). В этот же день епархия Санта-Крус-дель-Киче вошла в митрополию Гватемалы.
13 февраля 1996 года епархия Санта-Крус-дель-Киче вошла в митрополию Лос-Альтос Кесальтенанго-Тотоникапана.
11 июля 2000 года епархия Санта-Крус-дель-Киче была переименована в епархию Киче.

## Ординарии епархии
- епископ Humberto Lara Mejía (5.05.1967 — 9.06.1972);
- епископ José Julio Aguilar García (2.11.1972 — 22.08.1974);
- епископ Juan José Gerardi Conedera (22.08.1974 — 14.08.1984);
- епископ Julio Edgar Cabrera Ovalle (31.10.1986 — 5.12.2001) — назначен епископом Халапы;
- епископ Mario Alberto Molina Palma (29.10.2004 — 14.07.2011) — назначен архиепископом Лос-Альтос Кесальтенанго-Тотоникапана.
- епископ Rosolino Bianchetti Boffelli (14.09.2012 — 15 aprile 2023, в отставке);
- епископ Juan Manuel Cuá Ajacum (15.04.2023 — по настоящее время).

## Источник
- Annuario Pontificio, Libreria Editrice Vaticana, Città del Vaticano, 2003, ISBN 88-209-7422-3
- Булла Qui Christi (лат.)